# Lucien Malson
Œuvres principales
- Les Enfants sauvages
- Les Enfants et adolescents inadaptés
- Les Maîtres du jazz
- Le jazz moderne
- Histoire du jazz et de la musique afro-américaine
- Animaux et philosophes

Lucien Malson, né Lucien Patte le 14 mai 1926 à Bordeaux, et mort le 27 janvier 2017 à Paris, est un philosophe, écrivain, sociologue et critique musical français.
En 1964, il publie Les Enfants sauvages, son ouvrage le plus célèbre. L'auteur a partagé son temps d'écriture entre la musique et la philosophie dont témoignent nombre de livres et de chroniques quasi quotidiennes.

## Biographie
Lucien Malson naît à Bordeaux où il passe sa jeunesse et fait ses études au Lycée Michel-Montaigne puis à la Faculté des Lettres.
Docteur d'État ès Lettres, agrégé de philosophie, diplômé d'études supérieures de philosophie, il enseigne cette discipline durant quelques années. Il est alors, successivement, chargé de cours à l'Institut de Psychologie de l'Université de Bordeaux et à l'École Saint-Genès (1953-1956), professeur de philosophie au Lycée d'Arras (1956-1957), de psycho-pédagogie à l'École normale d'Amiens (1958-1959), professeur stagiaire à l'École normale supérieure de Saint-Cloud (1960). Puis, Lucien Malson occupe une chaire au Centre national de pédagogie de Beaumont-sur-Oise (CNEFASES) de 1961 à 1991.
Dès 1946, il collabore à Vent d'Ouest et à Jazz Hot. En 1956, il devient chroniqueur à France-Soir, Radio-Cinéma, Arts-Spectacles, Jazz Magazine tout en animant des émissions à l'ORTF (Visages du jazz et Tribunes des critiques de jazz). 
De 1959 à 1971, il est rédacteur en chef des Cahiers du jazz,. Par ailleurs, il écrit pour diverses revues : Les Temps modernes, Esprit, Europe, le Magazine littéraire, la Revue de musicologie, Inharmoniques, L'Homme… 
Membre de l'académie Charles-Cros, il écrit des chroniques musicales pour le journal Le Monde (de 1963 à 1987) ainsi que plusieurs ouvrages consacrés au jazz, comme Les Maîtres du jazz, Le Jazz moderne ou encore Histoire du jazz et de la musique afro-américaine. 
On lui doit également deux ouvrages de référence, Les Enfants sauvages, paru en 1964 et constamment réédité, et Les Enfants et adolescents inadaptés. Le premier des deux livres connaît un grand succès ; le texte de Jean Itard qui précède l'analyse de Malson est adapté à l'écran par François Truffaut, sous le titre L'Enfant sauvage, en 1970. 
À la radio, où il a créé Le Bureau du jazz, Lucien Malson assure, de 1956 à 1996, de nombreuses émissions sur France Musique et France Culture, notamment Jazz d'aujourd'hui et Black and Blue. Dans le cadre du Bureau du Jazz, il organise des concerts et fait venir, pour la première fois en France, quelques-uns des plus grands musiciens de jazz. Il continue de collaborer à de multiples publications, notamment à ses Cahiers du jazz, en tant que directeur-fondateur.
En 1963, Martial Solal lui rendait musicalement hommage avec son titre Lucien, Valsons, sur la première plage de son disque Jazz à Gaveau où il était accompagné de Guy Pedersen et Daniel Humair.

## Ouvrages et publications

### Ouvrages
- Les Maîtres du jazz, 1952, PUF, coll. « Que sais-je ? », dern. rééd. 1993 ; Buchet/Chastel 10e éd. augmentée 2006
- Le Jazz moderne, 1945-1960, éd. La Table ronde, 1961, épuisé
- Les Enfants sauvages, 1964, Christian Bourgois ; coll. « 10/18 » nouvelle édition 2007
- Les Enfants et les adolescents inadaptés, chapitre 4, 1966 ; nouvelle éd. 1972, Armand Colin
- Histoire du jazz, 1967, Rencontre-Lausanne
- Édition critique des Chroniques de jazz de Boris Vian, 1967 ; Jeune Parque, 1971 ; éd. Bourgois 10/18
- Histoire du jazz et de la musique afro-américaine, 1976 ; 1994 éd. UGE 10/18, 2007 éd. Le Seuil
- Des musiques de jazz, 1983, éd. Parenthèses, coll. « Epistrophy » ; rééd.1988
- Le Mongolisme au-delà de la légende, avec Pierre Echavidre et Marie-Jeanne Bomey, Centre technique national d'études et de recherches sur les handicaps et les inadaptations, 1985
- Le Jazz, avec Christian Bellest[7], 1987, PUF, coll. « Que sais-je ? » ; dernière rééd. 2012[8], coll. «Quadrige Grands textes»
- Qu'est-ce que la dyslexie, 1994, Privat-Dunod
- Animaux et philosophes, 2008, éd. Le Layeur

### Publications
- Le souvenir dans le bergsonisme et l'existentialisme français, 1950, D.E.S.
- Les Noirs, 1951, Jazz Hot, mars, no 53, mai no 55, juin no 56
- Le jazz ne meurt pas, février 1954, revue Les Temps modernes
- La musique et le langage, mars 1972, Le Monde
- Entretien avec Claude Lévi-Strauss, décembre 1973, Le Monde
- Le jazz en bouteille, 1977, Les Nouvelles littéraires
- Entretien avec Mikel Dufrenne, mai 1977, Le Monde
- Entretien avec Jean-Paul Sartre, juillet 1977, Le Monde
- Entretien avec Christian Metz, mars 1978, Le Monde
- Le Mongolisme au-delà de la légende", avec Pierre Echavidre et Marie-Jeanne Bomey, 1985, Centre technique national d'études et de recherches sur les handicaps et les inadaptations
- Psychologie et génétique, 1986, Centre national de pédagogie (CNP)
- Libres propos sur la psychologie, entretien avec René Zazzo, 1986, Centre national de pédagogie (CNP)
- La Pédagogie de Kant, 1987, Centre national de pédagogie (CNP)
- Le jazz, enfant adoptif», avec André Hodeir, 1987, revue Inharmoniques
- Libres propos sur la sociologie, entretien avec Jean-Claude Passeron, mai 1992, Centre national de pédagogie (CNP)
- Musique-critique, 1994, Cahiers du jazz[6], PUF
- Le West-End Blues fondateur, avec Christian Bellest, 1994, Cahiers du jazz II, PUF
- Littératures : le jazz comme exemple, 1994, Cahiers du jazz IV, PUF
- Éloge d'Uzeste, 1996, Cahiers du jazz VI, PUF
- La Victoire et les deux jazz, avec Alain Gerber et Frank Ténot, 1996, Cahiers du jazz VII, PUF
- Michel Philippot : Hommage, 1997, Cahiers du jazz X, PUF
- Histoire de l'enregistrement, 1997, Cahiers du jazz X, PUF
- Attention à la peinture, 1997, Cahiers du jazz XI, PUF
- Nouvelle Orléans, la ville et le festival, 1997, Cahiers du jazz XII, PUF
- Jazz et littérature, 1997, revue Europe
- Jugement esthétique et jugement artistique, 2001, Cahiers du jazz[6], numéro centenal
- Jazz et anthropologie, 2001, revue L'Homme
- De la RTF à Radio France, 2003, Revue d'histoire de la radiodiffusion, no 75
- Frank Ténot, 2004, Cahiers du jazz[6], éd. Outre Mesure
- Ténot mémorialiste, 2005, Cahiers du jazz, éd. Outre Mesure
- Trente années d'expectative, 2006, Cahiers du jazz, éd. Outre Mesure
- Actons sur le jugement de goût, 2009, Cahiers du jazz, éd. Outre Mesure
- Boris Vian en images, 2009, Cahiers du jazz, éd. Outre Mesure
- L'œuvre de Charles Delaunay en 30 et 40, 2010, Cahiers du jazz, éd. Outre Mesure
- La peinture d'Elric Miault[9], 2011, www.galeriemiault.fr
- Éloge de Marciac, 2011, Cahiers du jazz, éd. Outre Mesure
- André Hodeir : Hommage, 2012, Cahiers du jazz, éd. Outre Mesure
- Le Bureau du jazz de 1961 à 1975, Cahiers du jazz, 2013, éd. Outre Mesure

## Radio: quatre décennies de jazz
- 1956-1960 : Tribunes des critiques de jazz (France IV-FM, avec André Francis)
- 1961-1963 : Le jazz moderne (France IV - FM)
- 1961-1965 : Jazz dans la nuit (France I / France Inter)
- 1963-1975 : Le club du jazz — dont Visages du jazz (France-Musique)
- 1965 : Les mardis de l'Académie du jazz (France-Musique, avec André Francis)
- 1965-1975 : Les classiques du jazz (France-Musique, avec André Francis)
- 1965-1973 : Connaissance du jazz (France Culture, ex France III)
- 1969 : Rendez-vous avec le jazz (France Musique)
- 1971-1980 : Jazz vivant (France-Musique, avec André Francis)
- 1971-1980 : Le monde des jazz (France-Musique)
- 1973-1996 : Black and Blue (France-Culture, avec Alain Gerber)
- 1975 : Le cabaret du jazz (France-Musique, avec André Francis)
- 1976-1980 : Jazz forum (France-Musique, avec André Francis)
- 1976-1985 : dans la séquence quotidienne Jazz time (France-Musique) : Jazz actualités, Jazz en kiosque (avec Philippe Caloni)
- 1978-79, Jazz d'aujourd'hui, Le Magazine du jazz, Vient de paraître
- 1986-1992 : Vient de paraître (France-Culture, avec Alain Gerber)
- 1994-1996 : Bluesland puis Le pays du Blues (France-Musique)

## Prix et distinctions
- Officier de l'ordre des Arts et des Lettres, 21 août 1985
- Prix du Livre de Jazz pour Le Jazz (coll. « Que sais-je ? », PUF) (1987)
- Commandeur de l'ordre des Palmes académiques, 28 juillet 1989
- Chevalier de la Légion d'honneur, 17 avril 1992